# Manual de la perfecta gentildama
Manual de la perfecta gentildama es un libro del escritor italiano Aldo Busi publicado en español en el 1997, el segundo de seis manuales «para una perfecta humanidad».

## Sinopsis
El autor ofrece a la mujer de hoy una serie de consejos e indicaciones útiles para abordar tanto el trabajo como la esfera privada y los sentimientos. Lo hace analizando en el origen los problemas sociales históricos del sexo femenino.

## Ediciones
- Aldo Busi, Manual de la perfecta gentildama (Manuale della perfetta gentildonna), traducción de Jordi Virallonga Eguren, Barcelona, Editorial Lumen, 1997, ISBN 84-264-1246-7